# فيسنتي مارينو
فيسنتي مارينو هو عسكري وسياسي تشيلي، ولد في 1889 في سانتياغو في تشيلي، وتوفي بنفس المكان في 1977. انتخب وزير الداخلية ‏.